# 仕阳镇
仕阳镇，是中华人民共和国浙江省温州市泰顺县下辖的一个乡镇级行政单位。

## 行政区划
仕阳镇下辖以下地区：
溪东村、龟垟村、黄碧龙村、林垟村、龙头村、桥底村、瑞昌村、上林垟村、双路村、双神村、翁地村、董源村、垟望村、裕垟村、赵垟村、朝阳村、荣西村、严山村、上排村、下排村和茂竹园村。